# Fryksände kyrka
Fryksände kyrka är en kyrkobyggnad i Torsby i Värmlands län. Den är församlingskyrka i Fryksände församling i Karlstads stift. Nuvarande kyrka är den fjärde kända på platsen. Den första medeltida kyrkan skall ha legat intill Röjdans mynning vid Frykens norra strand. Den andra kyrkobyggnaden syns på en karta från 1645, där den låg på en höjd syd om den nuvarande kyrkan. Den tredje kyrkan invigdes 1745, men revs 1899 sedan den nya kyrkan tagits i bruk.

## Kyrkobyggnaden
Kyrkan, uppförd i tegel, invigdes år 1898. Den har ett treskeppigt långhus, korsarmar i norr och söder, tresidigt avslutat kor och ett resligt västtorn och är byggd i tegel i nygotisk stil. Byggnaden ritades av arkitekten Adrian C. Peterson. 

## Inventarier

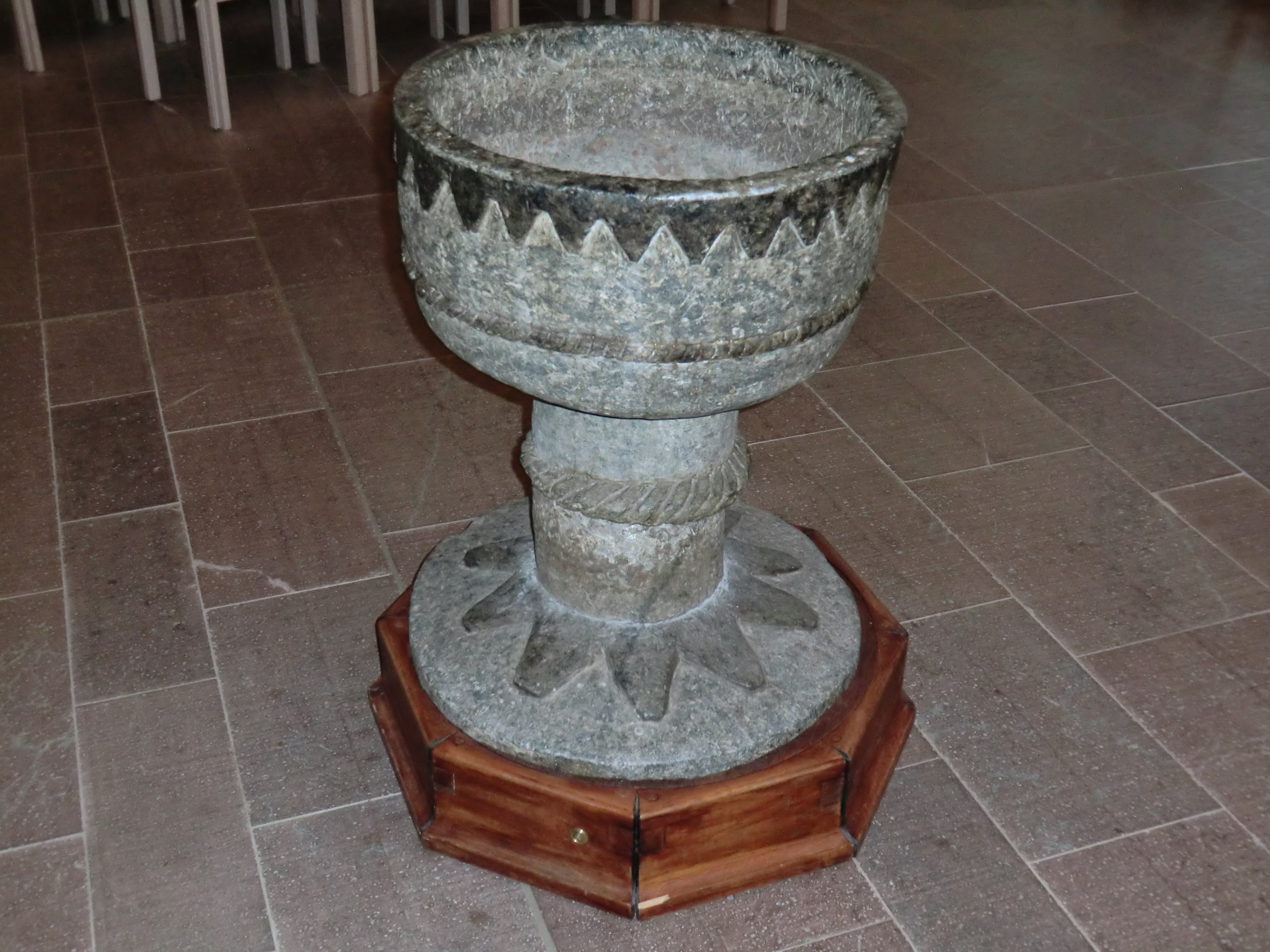
Dopfunten i norsk stil av täljsten från mitten av 1200-talet.

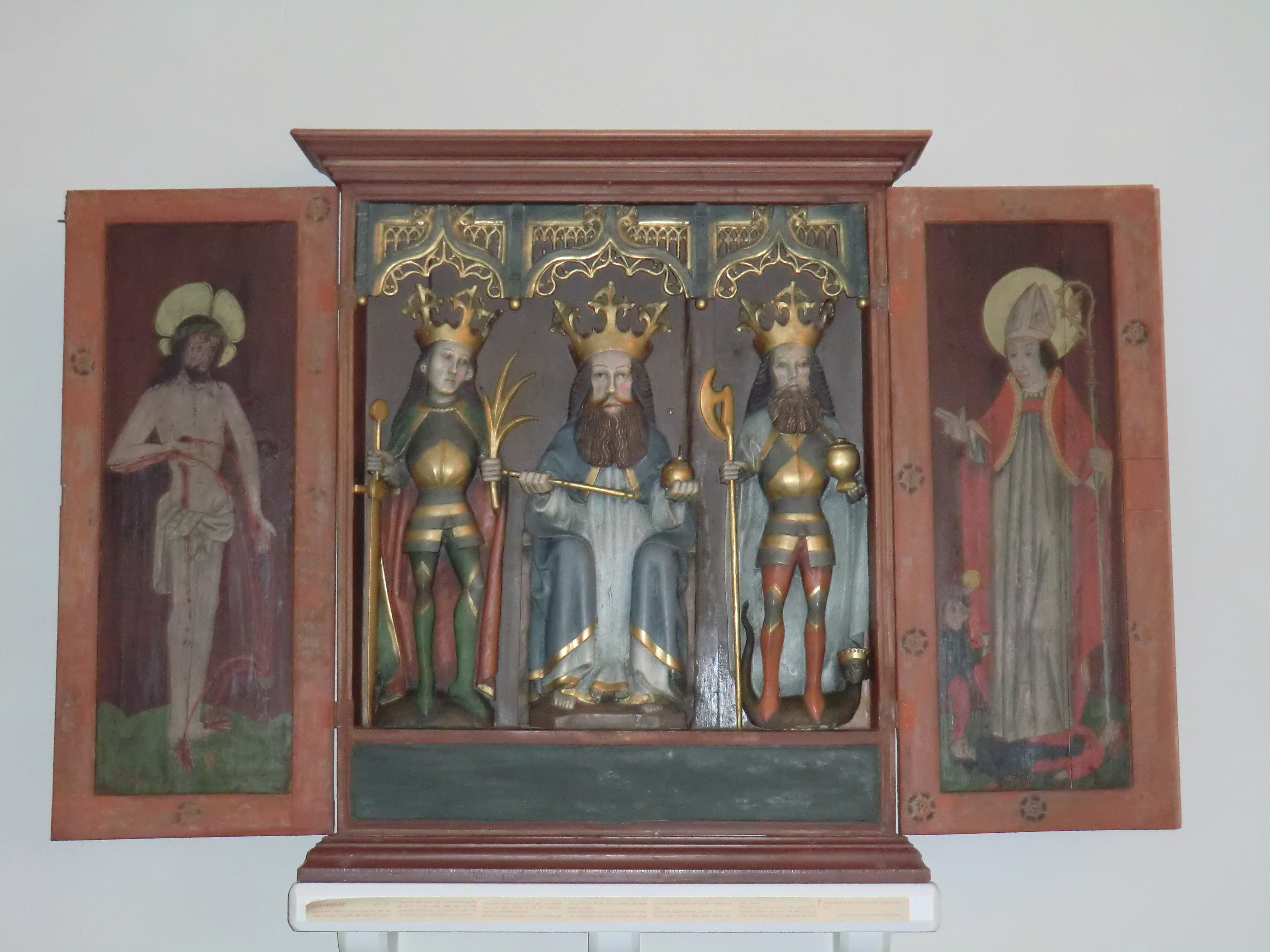
Altarskåpet från slutet av 1400-talet.
Figurerna i mitten föreställer S:t Erik och S:t Olof på varsin sida om Gud Fader.

- Bland kyrkans inventarier finns en dopfunt av täljsten som kan dateras till 1200-talets mitt och ett litet altarskåp från slutet av 1400-talet. Några delar av de takmålningar som Erik Jonaeus utförde i 1700-talskyrkan finns även bevarade, och korfönstret bakom högaltaret har den gamla kyrkan, med det nya Jerusalem, som motiv. Möjligen är också altartavlans övre bild av Kristi uppståndelse gjord av Jonaeus. Den stora altaruppsatsens nederdel är från 1709 och dess övre del, samt predikstolen, tillkom 1778 och är ett verk av bildhuggaren Isak Schullström. Även kyrkans ljuskronor är från äldre tid. Bevarad är också en svart mässhake i sammet som skänktes till kyrkan 1831 av brukspatron A.G.Lewgren.

Till de nyare inventarierna hör textilier från Licium i Stockholm och en kormatta av prosten Gunnar Magnusson i Sunne, förutom sex altarljusstakar, vas och nattvardskärl av silversmeden Sigurd Persson.
Storklockan eller Siriklockan, togs i bruk 1926, men den mindre klockan i tornet göts redan 1762. Lillklockan, som användes dessförinnan, har fått sin plats bakom högaltaret.

### Orgel

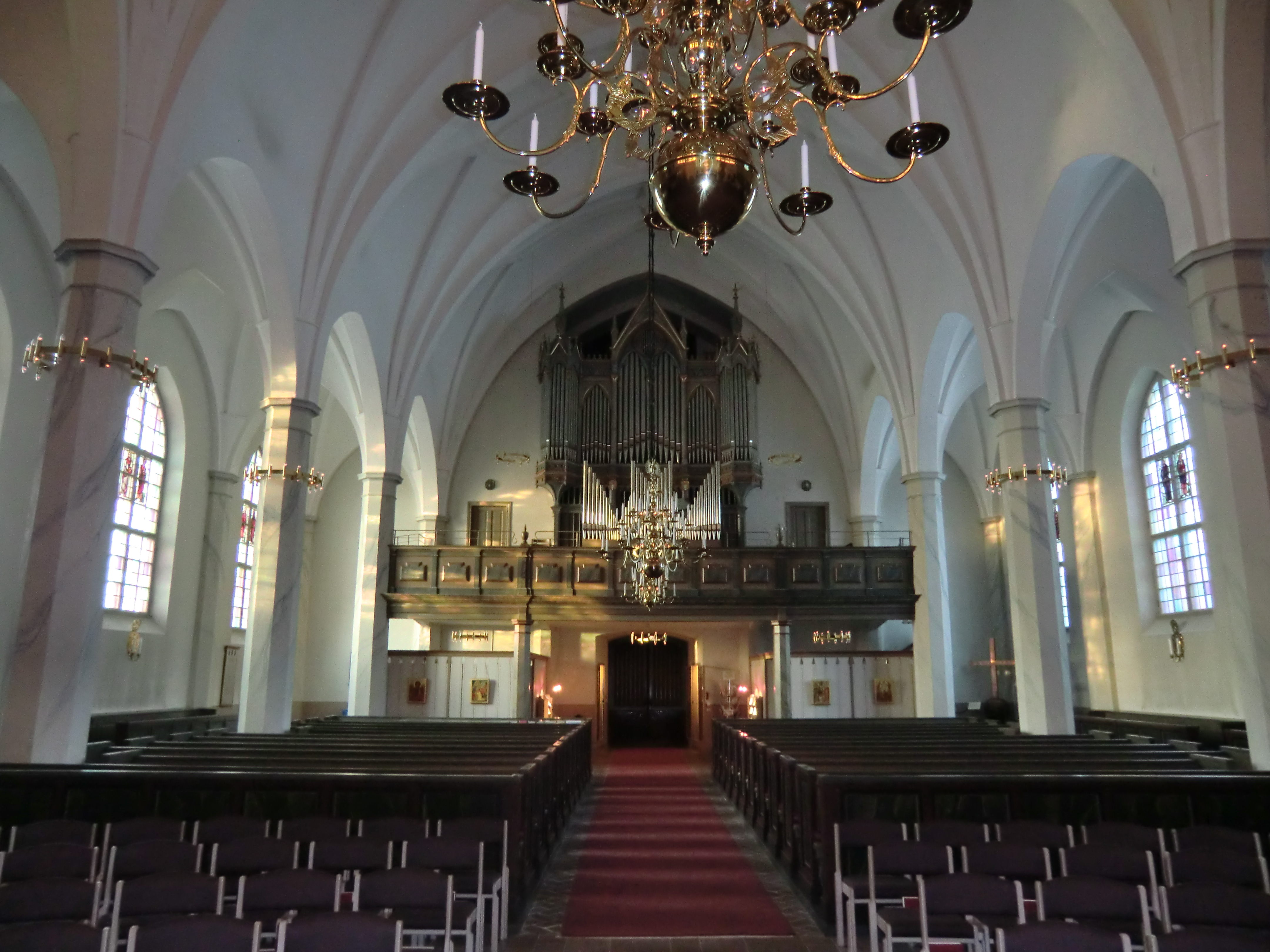
Kyrkorummet med läktarorgeln.

- Den första orgeln i kyrkan var byggd 1836 av orgelbyggaren Gustaf Andersson i Stockholm med 14 stämmor.
- 1898 byggdes en orgel av Johannes Magnusson i Göteborg, en orgel med 24 stämmor.
- Stororgeln, med 42 stämmor och ryggpositiv, disponerades av musikdirektör Alf Linder och byggdes av A. Magnusson Orgelbyggeri AB i Göteborg 1956. Den har mekanisk traktur och elektrisk registratur. Den har fria och fasta kombinationer. Fasaden är från 1898 års orgel. Firman A. Magnusson Orgelbyggeri AB hade grundats 1888 och upphörde 1988.

| Ryggpositiv I | Huvudverk II  | Bröstverk III      | Pedal            | Koppel |
| Principal 8’  | Principal 16’ | Rörflöjt 8'        | Principal 16’    | I/P    |
| Gedackt 8’    | Principal 8’  | Principal 4'       | Subbas 16’       | II/P   |
| Kvintadena 8’ | Spetsflöjt 8’ | Flûte octaviant 4' | Oktava 8'        | III/P  |
| Oktava 4’     | Oktava 4’     | Nasard 2 2⁄3'      | Gedackt 8'       | I/II   |
| Gemshorn 4’   | Hålflöjt 4'   | Waldflöjt 2'       | Oktava 4'        | III/II |
| Oktava 2’     | Kvinta 2 2⁄3' | Ters 1 3⁄5'        | Koppelflöjt 4'   | III/I  |
| Kvinta 1 1⁄3' | Oktava 2'     | Sifflöjt 1'        | Nachthorn 2'     |        |
| Scharf 3 ch   | Mixtur 5 ch   | Cymbel 2 ch        | Rauschkvint 3 ch |        |
| Dulcian 16'   | Cymbel 3 ch   | Skalmeja 8'        | Mixtur 5 ch      |        |
| Krumhorn 8'   | Trumpet 8'    | Regal 4'           | Basun 16'        |        |
|               |               | Tremulant          | Trumpet 8'       |        |
|               |               | Crescendosvällare  | Zinka 4'         |        |

- 2018 återinvigdes läktarorgeln efter en större ombyggnad som orgelbyggeriet Åkerman&Lund genomförde. Det gamla ryggpositiv revs. Det byggdes ett nytt spelbord, ett nytt svällskåp och ett nytt tvådelat positif espressif; ett antal nya stämmor byggdes och en del av 1898 års stämmor rekonstruerades.

| Huvudverk man I (C-g''') | Positif espressif man II (C-g''') | Svällverk man III (C-g''')           | Pedal (C-f')                 |
| ------------------------ | --------------------------------- | ------------------------------------ | ---------------------------- |
| Principal 16' (1898)     | Principal 8' (Okt 4' 1956)        | Borduna 16' (1898)                   | Principal 16' (Från lager)   |
| Principal 8' (1898)      | Salicional 8' (1898)              | Viola da Gamba 8' (Från lager)       | Violon 16' (Prc 16' 1943)    |
| Gamba 8' (1898)          | Rörflöjt 8' (1898)                | Voix Celéste 8' (Violinprc 8'1898)   | Subbas 16' (1898)            |
| Flute harm.que 8' (2018) | Gemshorn 4' (1943)                | Traversflöjt 8' (Flute harm 8' 1898) | Kvinta 102/3 (Från lager)    |
| Borduna 8' (1898)        | Kvinta 22/3 ' (Seskv 1943)        | Flute Octaviante 4' (1898)           | Violoncelle 8' (Okt 8' 1956) |
| Oktava 4' (1898)         | Waldflöjt 2' (1898)               | Octavin 2' (2018)                    | Borduna 8' (1898)            |
| Oktava 2' (1898)         | Ters 13/5 ' (Seskv 1943)          | Trumpet harm.que 8' (2018)           | Octava 4' (1898)             |
| Cornett V (2018)         | Cor anglais 16' (2018)            | Oboe 8' (2018)                       | Trumpet 8' (1943)            |
| Mixtur III-IV (2018)     | Clarinette 8' (2018)              | Tremulant                            | Basun 16' (1898)             |
| Trumpet 8' (1898)        | Tremulant                         |                                      |                              |
| II/I, III/I, I4/I, II4/P | III/II, II16'/II                  | III4'/III, III16'/III                | I/P, II/P, III/P, II4'/P     |
|                          |                                   |                                      |                              |
| Registersvällare         |                                   |                                      |                              |

- År 1998 levererades till Fryksände kyrka kororgeln från Robert Gustavsson Orgelbyggeri AB, Härnösand.

## Siris kapell
Siris kapell uppfördes på kyrkogården och invigdes år 1950. Det har en högklassig konstnärlig utsmyckning. Kapellet har fått sitt namn efter Siri i Bada, om vilken sägnen berättar att hon under en färd till sin sätervall gick vilse i skogen och avgav ett löfte att socken kyrkan skulle få hennes egendom, om hon åter kunde nå sitt hem. Kyrkans klockor ledde henne åter till bygden och hon uppfyllde sitt löfte. Troligen hände detta under medeltidens senare del. Avkastningen från hennes donation, skogsfastigheten Långsjöhöjden, har bekostat bl.a. uppförandet av Siris kapell. Till minnet av Siri från Bada ljuder Siriklockan i kyrkans höga tornspira Siriringningen över omgivningen varje vardagsmorgon klockan sju.

## Gravsatta på Fryksände kyrkogård
- Carl Henrik Martling (1925–2017), överhovpredikant [2]
- Anna Sahlström (1876–1956), konstnär [3]
- Bror Sahlström (1869–1915), skulptör [4]
- Per Sahlström (1834–1917), riksdagsman [5]
- Torbjörn Sjöqvist (1929–2017), konstnär [6]
- Ernst Spolén (1880–1974), arkitekt [7]
- Oscar Stjerne (1873–1917), författare [8]
- Patsy Åström (1918–1985), journalist och konstnär [9]
- Sven-Göran Eriksson (1948–2024), fotbollstränare[10]